# غراهام ماكنزي (مبارز بالسيف)
غراهام ماكنزي (بالإنجليزية: Graham McKenzie)‏ هو مبارز بالسيف أسترالي، ولد في 1934.

## وصلات خارجية
- غراهام ماكنزي على موقع أوليمبيديا (الإنجليزية)
- غراهام ماكنزي على موقع اللجنة الأولمبية الأسترالية (الإنجليزية)